# Санто Стефано (Л’Аквила)
Санто Стефано (итал. Santo Stefano) је насеље у Италији у округу Л’Аквила, региону Абруцо.
Према процени из 2011. у насељу је живело 254 становника. Насеље се налази на надморској висини од 1036 м.